# Малая Александровка (Одесская область)
Ма́лая Алекса́ндровка (укр. Мала Олександрівка) — село, относится к Подольскому району Одесской области Украины.
Население по переписи 2001 года составляло 233 человека. Почтовый индекс — 66302. Телефонный код — 4862. Занимает площадь 0,5 км². Код КОАТУУ — 5122985605.

## История
В 1945 г. Указом ПВС УССР село Александровка (Чехи) переименовано в Малую Александровку.

## Местный совет
66363, Одесская обл., Подольский р-н, с. Новосёловка